# Uscanoidea marilandica
Uscanoidea marilandica är en stekelart som först beskrevs av Girault 1918.  Uscanoidea marilandica ingår i släktet Uscanoidea och familjen hårstrimsteklar. Inga underarter finns listade i Catalogue of Life.